# Prepensionamento
Il prepensionamento o accompagnamento alla pensione è una forma di ammortizzatore sociale che prevede la conclusione anticipata dell'attività lavorativa prima del raggiungimento dell'età di pensionamento prevista dalle normative e dai contratti in vigore.
L'anticipo del pensionamento prevede l'impiego di strumenti di accessori necessari per completare il percorso retributivo mancante e assicurare così al lavoratore l'erogazione piena della pensione. Anche questi strumenti sono variabili a seconda del contesto normativo e contrattuale.
I parametri per poter accedere al prepensionamento cambiano a seconda della legislazione nazionale. La tabella riporta alcuni esempi di applicazione del prepensionamento in alcuni paesi industrializzati.

## Il prepensionamento in Europa
In Europa, si è ricorso al prepensionamento tramite due possibilità:
- Il versamento di una pensione anticipata a titolo di disoccupazione
- Il versamento prolungato del sussidio di disoccupazione.

| Nazione  | Cause                                       | |
| -------- | ------------------------------------------- | --- |
| Francia  | Licenziamento per motivi di crisi aziendale | Prepensionamento + sussidio ordinario di disoccupazione. Le pensioni anticipate per i disoccupati sono originate da programmi autonomi,sia strutturali che finanziarie. |
| Germania | Disoccupato di lunga durata                 | Il prepensionamento è integrabile con sussidio ordinario di disoccupazione, simile alla pensione di anzianità anticipata.                                               |

| Modalità di attuazione del prepensionamento | Francia                                | Germania |
| ------------------------------------------- | -------------------------------------- | -------- |
| Contrattazione Stato Sindacati Imprese      | Contrattazione Stato Sindacati Imprese |          |

## Altri esempi
- Stati Uniti d'America: Non esistono incentivi pubblici che permettono ad alcune categorie di anticipare l'età della pensione statale. Per avere il massimo bisogna aspettare 66 anni, mentre chi sceglie di andare a 62 anni perde fino al 25% degli assegni mensili. Licenziati: esauriti i sussidi di disoccupazione, molti statunitensi decidono prima dei 66 anni di accontentarsi di una pensione ridotta. Il prepensionamento rappresenta uno strumento per risolvere il problema della perdita del posto di lavoro.
- Regno Unito: Il sussidio di disoccupazione viene versato fino alla pensione di vecchiaia. Per i lavoratori con 55 anni di età è possibile cumulare il sussidio con le pensioni private.

| Controllo di autorità | Thesaurus BNCF 58887 · LCCN (EN) sh87003612 · BNF (FR) cb12098208j (data) · J9U (EN, HE) 987007536753705171 |